# Oparino
Oparino è una cittadina della Russia europea centro-settentrionale, situata nella oblast' di Kirov; appartiene amministrativamente al rajon Oparinskij, del quale è il capoluogo.

## Geografia
Si trova nella parte nordoccidentale della oblast', sulle sponde del piccolo fiume Osinovka (affluente della Luza).